# ولسوالی انجیل
انجیل یکی از ولسوالی‌های ولایت هرات در شمال باختری افغانستان است. جمعیت آن ۲۲۲،۶۰۷ نفر اعلام شده‌است. باشندگان این ولسوالی اقوام تاجیک، پشتون و هزاره‌ هستند. شهر هرات که مرکز ولایت هرات است بخشی از این ولسوالی می‌باشد.
موقعیت ولسوالی انجیل از سمت شرق با کرخ، از سمت غرب با زنده‌جان، از شمال با کشک ربات سنگی و از جنوب با رود هریرود و گذره هم‌مرز است. این ولسوالی در فاصلۀ ۵ کیلومتری شهر هرات واقع شده‌است. مساحت آن نیز بالغ بر ۳٫۰۰۰ کیلومتر مربع می‌باشد.

## روستا ها
این ولسوالی از ۴۸۶ روستا تشکیل شده‌است که مهم‌ترین آنها عبارتند از: عقاب، ادران، بزدان، نوین علیا و سفلی، کارته، بلندشاهی، غیزان علیا و سفلی، بالیان، بکرآباد، غور درواز، برامان، دیوانچه، محله عرب‌ها، ملاسیان، خوش باشان،قبور دراز.

## کشاورزی
مساحت زمین‌های سازان ولسوالی انجیل ۱۷،۰۰۰ هکتار بوده که از دریاها و جوی‌ها آبیاری می‌گردد. همچنان تعداد ۵۰۰ حلقه چاه عمیق، ۱۲۰ قنات، و ۵۰ نخ چشمه نیز به وسعت آبیاری در این ولسوالی افزوده‌است.

## مشاغل مردم
اهالی این منطقه اکثراً به کشاورزی، دامداری و باغداری مشغول هستند مهمترین محصولات این ولسوالی عبارتنداز: گندم، جو، ماش، هویج، لوبیا، برنج، پنبه، انگور، سیب، زردآلود، انار، و هلو. همچنین عمده‌ترین محصولات دامی این ولسوالی عبارتنداز: ماست، شیر، پشم، پوست، و روغن می‌باشد. 

## مردم
حدود ۷۰ درصد مردم که متشکل از ۲۷۰ قریه می‌باشند، از نیروی برق در این ولسوالی برخوردارند.
هم‌اکنون این ولسوالی دارای ۱۱۳ مدرسه بوده که به تعداد ۲٫۲۰۰ آموزگار برای آموزش و پرورش حدود ۵۳٫۰۰۰ دانش‌آموز پسر و ۵۷٫۰۰۰ دانش‌آموز دختر دارد.

## آثار باستانی
این ولسوالی دارای ۱۵ آثار باستانی نیز می‌باشد، آبادات تاریخی می‌توانند معرف هرات منحیث یک شهر گردشگری در جهان باشند. از مهمترین این مناطق تفریحی این ولسوالی می‌توان به: خواجه سربَر، قریه کبرزان، شهزاده یعقوب، امام شش نور، پل پشتون، تخت صفر، باغ ملت، ارگ هرات، مصلی هرات، منار های هرات، گازرگاه، خواجه عبدالله انصاری، پل مالان و شیدایی اشاره کرد.

## گردشگری
یکی از مواضع دیدنی و تاریخی هرات، مزار امام شش نور علیهم الرحمه است. این مزار در شمال قریۀ باشان (خوشباشان کنونی) موقعیت دارد و زیارتگاه خاص و عام است.
مزار امام شش‌نور در شمال باشان واقع است و این مقبره، میان قریه‌های باشان، شادیجام و کتنی، مشترک است و مردمی از این سه قریه، اموات شان را در آن دفن می‌نمایند. قراری که مردم می‌گویند و از نامش معلوم است در این مزار، شش نفر مدفون‌اند و به اساس روایاتی که نقل می‌شود، ایشان «از کبار سادات عظام بوده‌اند». 
بیان رسالۀ مزارات هرات چنان می‌نماید که این شش نفر که در این مزار دفن‌اند از اهل بیت پیامبر بوده‌اند که به اثر مشکلات سیاسی به این سرزمین رهسپار شده و مسکن گزیده بوده‌اند.
روی این زیارت، بنای بزرگی از خشت پخته اعمار و آبادانی شده که از بناهای نفیس تاریخی به شمار می‌رود.
در شرق زیارت امام شش‌نور مصلای این منطقه در سال‌های پیشین، ایجاد و اعمار شده که جای باصفایی است. نماز عید در آنجا برگزار می‌شود و سایر گردهمایی‌ها مثل برگزاری نمازهای جنازه نیز در آنجا انجام می‌شود.
قریۀ باشان نیز از مواضعی است که در جنوب امام شش نور موقعیت دارد و مردان دانش و ادب زیادی از آن برخاسته اند که از جمله می‌توان از: ابوسعید ابراهیم بن طهمان باشانی، ابوعبید احمد بن محمد مؤدب باشانی صاحب کتاب الغریبین را یاد کرد.